# Bauhinia wunderlinii
Bauhinia wunderlinii là một loài thực vật có hoa trong họ Đậu. Loài này được R. Torres mô tả khoa học đầu tiên năm 2006.